# Bang Bang Bang (canción de Selena Gomez & the Scene)
«Bang Bang Bang» es una canción interpretada por la banda estadounidense Selena Gomez & the Scene, incluida en su tercer álbum de estudio When the Sun Goes Down, de 2011. Fue escrita por Priscilla Renea, Meleni Meleni y Toby Gad, este último también se encargó de su producción. La canción fue lanzada exclusivamente en iTunes el 6 de junio de 2011 como primer sencillo promocional del álbum.
Fue compuesta a manera de new wave y electro-disco, mientras que está influenciada por la música de 1980. La canción tiene letra dirigida hacia un exnovio de Selena Gomez, donde ella declara que su nuevo amante es mucho mejor. Fue bien recibida por parte de los críticos, llegando a ser llamada «la canción del verano». 
Después de su lanzamiento, debutó en el puesto 94 en la lista Billboard Hot 100 y el 97 en el conteo Canadian Hot 100. El tema ha sido interpretado en la tercera gira internacional de la banda, We Own the Night Tour. Y en la primera gira como solista de Selena Gomez, el Stars Dance Tour

## Antecedentes y composición
En una entrevista con la revista Fashion, Selena Gomez llamó al tema «la canción más personal del álbum».
Los medios de comunicación circularon rumores de que la pista se basó en la vieja relación de la cantante con Nick Jonas y su actual novio, Justin Bieber.
En un análisis de When the Sun Goes Down hecho por la revista Billboard y la cantante de la banda, Gomez habló sobre cada canción del álbum. Cuando comentó sobre «Bang Bang Bang», ella declaró:

«Es una canción muy divertida [...] es una especie de canción de insulto/elogio de alguien que solía ser importante en tu vida y ahora hay alguien en tu vida que es más increíble. Es una canción dulce y siento que un montón de chicas puede sentirse identificadas con ella».

La canción fue escrita por Priscilla Renea, Meleni Meleni y Toby Gad, mientras que su producción quedó a cargo de este último.
«Bang Bang Bang» es una canción new wave y electro-disco, mientras que presenta influencias del electropop.
Según los críticos, también presenta influencias del synth pop de 1980.
La letra de la canción está dirigida hacía un exnovio, donde la cantante declara que su nuevo amante es mucho mejor.
De acuerdo con la partitura publicada en Musicnotes, el tema tiene un tempo moderado y está compuesta en la tonalidad sol menor. El registro vocal de Selena Gomez se extiende desde la nota fa♯3 hasta la la♯4, y cuenta con instrumentos tales como la guitarra y el piano.
Según Bill Lamb del sitio web About.com, la letra de la pista habla sobre alardear un nuevo novio, a un exnovio. Jenna Hally Rubenstein del sitio MTV Buzzworthy, en un análisis de «Bang Bang Bang», comentó que es una pequeña muestra de la más madura y sensual Selena, comentando que «la producción de Toby Gad en la canción tiene un ambiente fresco de los años 80, sin dejar de reflejar el mismo sonido joven y fresco que es conocido por Selena».

## Comentarios de la crítica
La canción recibió comentarios mixtos, mayormente de carácter positivo. Jared Wieselman del diario estadounidense New York Post, definió a «Bang Bang Bang» como «la canción del verano» y felicitó su «ambiente sensacional de sintetizadores, hermosa lírica y el adictivo de la canción». Bill Lamb del sitio web About.com la denominó como «la pista más exitosa de la banda» y comentó que «la calidad constante es la clave para el éxito de Selena Gomez como cantante y "Bang Bang Bang" parece que podría ser su mayor éxito pop».
Tim Sendra de Allmusic dijo que el tema era un «punto culminante del álbum».
John Bergstrom de PopMatters manifestó que era «un pedazo de diversión a la insolencia».
Cristin Maher, crítica de PopCrush, declaró que la pista era «un poco decepcionante para una banda de cuatro».
En su revisión de When the Sun Goes Down, Blair Kelly de musicOMH, declaró que era «poco memorable, donde se aspira al electropop con poco mérito lírico y un gancho muy pegadizo para compensarlo».

## Formato
| Descarga digital |                  |          |  |
| N.º              | Título           | Duración |  |
| 1.               | «Bang Bang Bang» | 3:13     |  |

## Posicionamiento en las listas
| País           | Lista             | Mejor posición |      |
| 2011           | 2011              | 2011           | 2011 |
| -------------- | ----------------- | -------------- | ---- |
| Canadá         | Canadian Hot 100  | 96             |      |
| Estados Unidos | Billboard Hot 100 | 94             |      |

## Fechas de lanzamiento
| País           | Fecha              | Formato          | Ref.   |
| -------------- | ------------------ | ---------------- | ------ |
| Brasil         | 6 de junio de 2011 | Descarga digital | [ 1 ]  |
| Portugal       | 6 de junio de 2011 | Descarga digital | [ 21 ] |
| Bélgica        | 6 de junio de 2011 | Descarga digital | [ 22 ] |
| Dinamarca      | 6 de junio de 2011 | Descarga digital | [ 23 ] |
| Finlandia      | 6 de junio de 2011 | Descarga digital | [ 24 ] |
| Noruega        | 6 de junio de 2011 | Descarga digital | [ 25 ] |
| Países Bajos   | 6 de junio de 2011 | Descarga digital | [ 26 ] |
| Suecia         | 6 de junio de 2011 | Descarga digital | [ 27 ] |
| Suiza          | 6 de junio de 2011 | Descarga digital | [ 28 ] |
| Estados Unidos | 7 de junio de 2011 | Descarga digital | [ 20 ] |

## Créditos y personal
- Selena Gomez: voz principal.
- Toby Gad: productor, compositor, mezcla y Instrumentación.
- Priscilla Renea: coros y compositora.
- Meleni Meleni: coros y compositora.

Fuentes: Allmusic y Discogs